# والتر ستريكلاند
والتر ستريكلاند هو مهندس معماري كندي، ولد في 1841، وتوفي في 1915.